# Жорж-Кевін Н'Куду
Жорж-Кеві́н Н'Куду́ Мбіда́ (фр. Georges-Kévin Nkoudou Mbida, нар. 13 лютого 1995, Версаль, Франція) — камерунський футболіст, фланговий півзахисник саудівського клубу «Дамак» та національної збірної Камеруну.
Виступав за молодіжну збірну Франції.

## Клубна кар'єра
Вихованець юнацьких команд футбольних клубів «Парі Сен-Жермен», «Булонь-Біянкур» та «Нант».
У дорослому футболі дебютував 2013 року виступами за команду клубу «Нант-2», в якій провів один сезон, взявши участь у 21 матчі чемпіонату. 
Своєю грою за цю команду привернув увагу представників тренерського штабу основної команди клубу, до складу якої приєднався 2013 року. Відіграв за команду з Нанта наступні два сезони своєї ігрової кар'єри.
2015 року уклав контракт з марсельським клубом «Олімпік», у складі якого провів наступний рік своєї кар'єри гравця.  Більшість часу, проведеного у складі «Марселя», був основним гравцем команди.
До складу клубу «Тоттенгем Готспур» приєднався 2016 року. За три роки відіграв за лондонський клуб 11 матчів в національному чемпіонаті. Двічі був відданий в оренду: з січня по травень 2018 року до «Бернлі» та в першій половині 2019 року до «Монако».
У серпні 2019 перейшов до стамбульського «Бешикташа» за 4 мільйони євро.

## Виступи за збірні
2012 року дебютував у складі юнацької збірної Франції, взяв участь у 5 іграх на юнацькому рівні.
2014 року залучався до складу молодіжної збірної Франції. На молодіжному рівні зіграв у 7 офіційних матчах, забив 2 голи.
У червні 2022 року Н'Куду дебютував у складі національної збірної Камеруну.

## Статистика виступів

### Статистика клубних виступів
| Сезон                         | Команда                       | Чемпіонат                     | Чемпіонат | Чемпіонат | Національний кубок | Національний кубок | Національний кубок | Континентальні кубки | Континентальні кубки | Континентальні кубки | Інші змагання | Інші змагання | Інші змагання | Усього | Усього |
| Сезон                         | Команда                       | Ліга                          | Ігор      | Голів     | Ліга               | Ігор               | Голів              | Ліга                 | Ігор                 | Голів                | Ліга          | Ігор          | Голів         | Ігор   | Голів  |
| ----------------------------- | ----------------------------- | ----------------------------- | --------- | --------- | ------------------ | ------------------ | ------------------ | -------------------- | -------------------- | -------------------- | ------------- | ------------- | ------------- | ------ | ------ |
| 2013–14                       | «Нант»                        | Л1                            | 6         | 0         | КФ+КЛ              | 0+2                | 0+1                | -                    | -                    | -                    | -             | -             | -             | 8      | 1      |
| 2014–15                       | «Нант»                        | Л1                            | 28        | 2         | КФ+КЛ              | 3+1                | 0                  | -                    | -                    | -                    | -             | -             | -             | 32     | 2      |
| Усього за «Нант»              | Усього за «Нант»              | Усього за «Нант»              | 34        | 2         |                    | 6                  | 1                  |                      | -                    | -                    |               | -             | -             | 40     | 3      |
| 2015–16                       | «Марсель»                     | Л1                            | 28        | 5         | КФ+КЛ              | 5+1                | 0+1                | ЛЄ                   | 7                    | 4                    | -             | -             | -             | 41     | 10     |
| 2016–17                       | «Тоттенгем Готспур»           | ПЛ                            | 8         | 0         | КА+КЛ              | 3+2                | 0                  | ЛЄ                   | 1                    | 0                    | -             | -             | -             | 14     | 0      |
| 2017–18                       | «Тоттенгем Готспур»           | ПЛ                            | 1         | 0         | КА+КЛ              | 1+2                | 0                  | ЛЧ                   | 2                    | 1                    | -             | -             | -             | 6      | 1      |
| 2017–18                       | → «Бернлі»                    | ПЛ                            | 8         | 0         | -                  | -                  | -                  | -                    | -                    | -                    | -             | -             | -             | 8      | 0      |
| 2018–19                       | «Тоттенгем Готспур»           | ПЛ                            | 1         | 0         | КА+КЛ              | 1+1                | 0                  | -                    | -                    | -                    | -             | -             | -             | 4      | 0      |
| 2018–19                       | → «Монако»                    | Л1                            | 3         | 0         | -                  | -                  | -                  | -                    | -                    | -                    | -             | -             | -             | 3      | 0      |
| 2019–20                       | «Тоттенгем Готспур»           | ПЛ                            | 1         | 0         | -                  | -                  | -                  | -                    | -                    | -                    | -             | -             | -             | 1      | 0      |
| Усього за «Тоттенгем Готспур» | Усього за «Тоттенгем Готспур» | Усього за «Тоттенгем Готспур» | 11        | 0         |                    | 10                 | 0                  |                      | 3                    | 1                    |               | -             | -             | 24     | 1      |
| Усього за кар'єру             | Усього за кар'єру             | Усього за кар'єру             | 84        | 7         |                    | 22                 | 2                  |                      | 10                   | 5                    |               | -             | -             | 116    | 14     |

## Титули і досягнення
- Чемпіон Туреччини (1):

«Бешикташ»: 2020–21
- Володар Кубка Туреччини (1):

«Бешикташ»: 2020–21
- Володар Суперкубка Туреччини (1):

«Бешикташ»: 2021